# Prihodiște (gmina Vața de Jos)
Prihodiște – wieś w Rumunii, w okręgu Hunedoara, w gminie Vața de Jos. W 2011 roku liczyła 256 mieszkańców.